# Club Cienciano
Club Sportivo Cienciano – peruwiański klub piłkarski z siedzibą w mieście Cuzco. Klub założony został w 1901 roku, wywodząc się z drużyny piłkarskiej wydziału naukowego uniwersytetu w Cuzco (Ciencias znaczy po hiszpańsku nauka), i stąd nazwa Cienciano. Klub zdobył sobie światowy rozgłos po pokonaniu River Plate w finale Copa Sudamericana w roku 2003.

## Osiągnięcia

### Krajowe
- Primera División

| zwycięstwo (0):     | –                |
| drugie miejsce (3): | 2001, 2005, 2006 |

### Międzynarodowe
- Copa Sudamericana

| zwycięstwo (1):     | 2003 |
| drugie miejsce (0): | –    |

- Recopa Sudamericana

| zwycięstwo (1):     | 2004 |
| drugie miejsce (0): | –    |

## Historia

### Pierwsza drużyna z roku 1901
- Miguel del Castillo
- Bonifacio Monteagudo
- Augusto Ochoa.
- Mateo Moran.
- Luis Alberto Arguedas.
- Humberto de la Soto.
- Eduardo Cáceres.
- William Newell.
- Juan Samanez.
- Luis Alberto Aranibar.
- Juan J. Loayza Sivirichi.

### Copa Sudamericana
W roku 2003 pierwszym krokiem do zdobycia Copa Sudamericana było wyeliminowanie w rundzie kwalifikacyjnej aktualnego mistrza Peru Sporting Cristal. Kolejnymi przeciwnikami na drodze do finału byli Alianza Lima, Universidad Católica, Atlético Nacional (były triumfator Copa Libertadores) oraz Santos FC (dwukrotny zdobywca Copa Libertadores).
W finale czekał jeden z najpotężniejszych klubów nie tylko w Ameryce Południowej, ale i na świecie – River Plate (dwukrotny triumfator Copa Libertadores). Remis 3:3 w Buenos Aires zwiastował sensację, która nastąpiła po zwycięstwie 1:0 u siebie (bramkę zdobył paragwajski obrońca Carlos Lago). Mecz w Peru rozegrano w mieście Arequipa, gdyż własny stadion w Cuzco miał niedostateczną pojemność jak na mecz finałowy rozgrywek organizowanych przez CONMEBOL. Stało się to impulsem do rozbudowy własnego obiektu Estadio Garcilazo de la Vega.
To był pierwszy w historii międzynarodowy puchar zdobyty przez peruwiański zespół. Oprócz tego tylko dwa peruwiańskie zespoły dotarly do finału międzynarodowego turnieju – Universitario Lima w 1972 i Sporting Cristal w 1997. Jednak Cienciano nigdy nie został mistrzem Peru – co prawda wygrali półroczny turniej w 2001, ale w przegrali walkę o mistrzostwo rzutami karnymi z Alianzą. Najciekawszy jest fakt, że oba kluby obchodziły w tym roku stulecie swego istnienia.

### Recopa
Po zwycięstwie w Copa Sudamericana Cienciano czekał teraz mecz z kolejną superpotęgą argentyńską – Boca Juniors. Tym razem walka miała się toczyć o Recopa Sudamericana, odpowiednik europejskiego superpucharu, tyle że tutaj grają ze sobą zdobywca Copa Libertadores z triumfatorem Copa Sudamericana. Do walki o kolejne trofeum przystąpiono w roku 2004. Mecz rozegrany został na Florydzie w Fort Lauderdale. Padł remis 1:1 i Cienciano wygrało w rzutach karnych, sprawiając kolejną sensację.

### 2005
W roku 2005 Cienciano wygrało turniej Apertura, w turnieju Clausura zajęło natomiast 5. miejsce. Mistrzem Clausury został Sporting Cristal. Następnie o mistrzostwo Peru zmierzył się mistrz Apertury (Cienciano) i mistrz Clausury (Sporting Cristal). W spotkaniu, które odbyło się na stadionie w Arequipie 21 grudnia 2005 Cienciano drugi raz w swej historii pogrzebało szanse na mistrzostwo przegrywając 0:1 po bramce Carlosa Zegarry w 44 minucie.

## Słynni gracze klubu
- Juan Carlos Bazalar
- Oscar Manuel Ibáñez
- Roberto Silva
- Alessandro Morán
- Carlos Lugo (Paragwaj)
- Santiago Acasiete
- César Cahuatico Meza
- Luis Germán Carty
- Julio César García Mezones
- Juan Carlos La Rosa
- Paolo Freddy Maldonado
- Sergio Hernán Ubilluz
- Rodrigo Alonso Saraz (Kolumbia)
- Manuel Arboleda (Kolumbia)